# X (canción de Jonas Brothers)
«X» es una canción interpretada por el grupo estadounidense Jonas Brothers en colaboración con la cantante colombiana Karol G. Se lanzó el 15 de mayo de 2020, simultáneamente con «Five More Minutes».

## Antecedentes
El 11 de mayo de 2020, el grupo mencionó el sencillo junto con la fecha de lanzamiento de la canción para el día el 15 de mayo de 2020. Los sencillos «Five More Minutes» y «X» aparecieron en su gira documental llamado Happiness Continues: A Jonas Brothers Concert Film, que se estrenó en abril. Durante una entrevista con Insider, Kevin Jonas dijo que el nuevo tema «es una canción que me entusiasma mucho». Explicó además, cómo se siente acerca de la colaboración que recuerda cómo se sintió acerca de la exitosa canción de la banda de 2019 llamada «Sucker», que marcó su regreso musical después de un descanso de seis años.

## Recepción crítica
Jessica Roiz de Billboard  comentó que el tema es el «verdadero estilo de los Jonas Brothers, la melodía es pegadiza dance-pop engranada con ensanchamientos de América-alt rumba». Aletha Legaspi de Rolling Stone llamó al tema un número de baile sensual con coquetas letras; mientras que Karol G también interviene con su verso ardiente en español.

## Presentaciones en vivo
Ambos artistas interpretaron el sencillo en vivo por primera vez en Graduate Together: America Honors the High School Class de 2020. También cantaron el tema en la final de la decimoctava temporada de The Voice el 19 de mayo de 2020.

## Vídeo musical
El vídeo musical se lanzó el 18 de mayo de 2020, y muestra a la banda bailando, disfrutando de una bebida y tocando instrumentos a través de pantallas de teléfonos individuales sobre un fondo blanco. Mientras Karol G, aparece en una cuarta pantalla en un conjunto completamente rojo.

## Posicionamiento en listas
| Listas (2020)                          | Mejor posición |
| -------------------------------------- | -------------- |
| Bélgica (Ultratop 50) Flanders         | 46             |
| Bélgica (Ultratop) Wallonia            | 36             |
| Canadá (Canadian Hot 100)              | 43             |
| Canadá AC (Billboard)                  | 37             |
| Canadá (CHR/Top 40)                    | 23             |
| Escocia (Official Charts Company)      | 47             |
| Estados Unidos (Billboard Hot 100)     | 33             |
| Estados Unidos (Adult Top 40)          | 24             |
| Estados Unidos (Mainstream Top 40)     | 24             |
| Estados Unidos (Rolling Stone Top 100) | 20             |
| Hungría (Single Top 40)                | 22             |
| Irlanda (IRMA)                         | 71             |
| Lituania (AGATA)                       | 76             |
| México Airplay (Billboard)             | 23             |
| Nueva Zelanda Hot Singles (RMNZ)       | 7              |
| Países Bajos (Dutch Tip 40)            | 13             |
| Países Bajos (Tipparade)               | 20             |
| Polonia (Polish Airplay Top 100)       | 27             |
| Reino Unido (UK Singles Chart)         | 82             |
| Suiza (Schweizer Hitparade)            | 79             |

## Historial de lanzamiento
| País           | Fecha              | Formato                     | Discográfica     | Ref    |
| -------------- | ------------------ | --------------------------- | ---------------- | ------ |
| Varios         | 15 de mayo de 2020 | Descarga digital, Streaming | Republic Records | [ 33 ] |
| Estados Unidos | 19 de mayo de 2020 | Contemporary hit radio      | Universal Music  | [ 34 ] |